# Liste der Wahlbezirke in der Krain
Diese Liste der Wahlbezirke in der Krain listet alle Wahlbezirke im Kronland Krain für die Wahlen des Österreichischen Abgeordnetenhauses auf. Die Wahlbezirke bestanden zwischen 1907 und 1918.

## Geschichte
Nachdem der Reichsrat im Herbst 1906 das allgemeine, gleiche, geheime und direkte Männerwahlrecht beschlossen hatte, wurde mit 26. Jänner 1907 die große Wahlrechtsreform durch Sanktionierung von Kaiser Franz Joseph I. gültig. Mit der neuen Reichsratswahlordnung schuf man insgesamt 480 Wahlbezirke mit in der Regel je einem zu wählenden Abgeordneten, der durch Direktwahl mit allfälliger Stichwahl bestimmt wurde. In Krain hatten vor der Abschaffung des Klassenwahlrechts 11 Wahlkreise bestanden, wobei die Landgemeinden fünf Abgeordnete, die Städte gemeinsam mit der Handelskammer Laibach drei Abgeordnete, die Großgrundbesitzer zwei Abgeordnete und die Allgemeine Wählerkasse einen Abgeordnete entsandten. Mit der Einführung des allgemeinen Männerwahlrechts wurden in der Krain 12 Wahlbezirke geschaffen, die sich auf einen sogenannten Städtewahlkreise und elf Landgemeindenwahlkreise verteilten. Mit Ausnahme des Stadtwahlkreises für Laibach gab es nur Landgemeindewahlkreise, die sich aus einer gewissen Anzahl von Gerichtsbezirken zusammensetzten, wobei in manchen Landgemeindewahlkreisen einzelne Ortschaften auf Grund der Sprache anderen Wahlbezirken zugeschlagen wurden.

## Wahlbezirke
| Nr.:           | Nummer des Wahlkreises mit Link zum Wahlbezirksartikel |
| Wahlbezirktyp: | Angabe, ob es sich um einen Städtewahlkreis oder Landgemeindenwahlkreis handelt |
| Region:        | Städte oder Gerichtsbezirke, die zum Wahlbezirk gehören. Die Landgemeindewahlkreise umfassen die angegebenen Gerichtsbezirke ohne die in den Wahlbezirken 1 bis 6 enthaltenen Städte und Ortschaften. Von den mit "(O)" gekennzeichneten Ortsbezeichnungen sind nur die genannte Ortschaft, nicht jedoch die ganze Gemeinde Teil des Wahlbezirks. |
| WB:            | Anzahl der Wahlberechtigten bei der Reichsratswahl 1911 |
| Partei 1907:   | Parteizugehörigkeit des Abgeordneten des Wahlbezirks bezogen auf die Reichsratswahl 1907, DA= Deutsche Agrarier, SL=Slowenische Liberale Partei, SVP=Slowenische Volkspartei |
| Partei 1911:   | Parteizugehörigkeit des Abgeordneten des Wahlbezirks bezogen auf die Reichsratswahl 1911 |

| Nr. | Wahlbezirktyp          | Region | WB    | Partei 1907 | Partei 1911 |
| --- | ---------------------- | --- | ----- | ----------- | ----------- |
| 1   | Stadtwahlkreis         | Laibach | 6824  | SL          | SL          |
| 2   | Landgemeindenwahlkreis | Gerichtsbezirk Laibach (ohne die Stadt Laibach)                                                                                         | 11876 | SVP         | SVP         |
| 3   | Landgemeindenwahlkreis | Gerichtsbezirke Radmannsdorf, Kronau, Neumarktl                                                                                         | 8383  | SVP         | SVP         |
| 4   | Landgemeindenwahlkreis | Gerichtsbezirke Krainburg, Bischoflack                                                                                                  | 9809  | SVP         | SVP         |
| 5   | Landgemeindenwahlkreis | Gerichtsbezirke Stein, Egg | 7523  | SVP         | SVP         |
| 6   | Landgemeindenwahlkreis | Gerichtsbezirke Oberlaibach, Loitsch, Idria, Zirknitz                                                                                   | 8336  | SVP         | SVP         |
| 7   | Landgemeindenwahlkreis | Gerichtsbezirke Adelsberg, Senosetsch, Illyrisch Feistritz, Wippach, Laas                                                               | 9538  | SVP         | SVP         |
| 8   | Landgemeindenwahlkreis | Gerichtsbezirke Littai, Weixelburg, Ratschach                                                                                           | 8353  | SVP         | SVP         |
| 9   | Landgemeindenwahlkreis | Gerichtsbezirke Gurkfeld, Landstraß, Nassenfuß, Treffen                                                                                 | 10041 | SVP         | SVP         |
| 10  | Landgemeindenwahlkreis | Gerichtsbezirke Grosslaschitz, Reifnitz, Seisenberg (ohne Langenthon) sowie die Gemeinden Banja Loka Fara, Ossiunitz                    | 6627  | SVP         | SVP         |
| 11  | Landgemeindenwahlkreis | Gerichtsbezirke Möttling, Rudolfswerth (ohne die Gemeinden des Wahlbezirks 12), Tschernembl (ohne Stockendorf)                          | 9501  | SVP         | SVP         |
| 12  | Landgemeindenwahlkreis | Gerichtsbezirk Gottschee (ohne die Gemeinden des Wahlbezirks 10) sowie die Gemeinden Pöllandl, Tschermoschnitz, Stockendorf, Langenthon | 3701  | DA          | DA          |